# Eliécer Otaiza
Eliécer Reinaldo Otaiza Castillo (Valencia, Venezuela, 7 de enero de 1965-Turgua, municipio El Hatillo, Caracas, 28 de abril de 2014) fue un militar y político venezolano. Después de participar en el segundo intento de golpe de Estado de Venezuela de 1992, Otaiza militó en el Movimiento Quinta República, fue electo para la Asamblea Nacional Constituyente de 1999 y ocupó múltiples posiciones en el gobierno de Hugo Chávez, incluyendo como director de la Dirección de los Servicios de Inteligencia y Prevención (DISIP), presidente del Instituto Nacional de Tierras (INTI), director del Servicio Nacional de Contrataciones, y como presidente del Concejo Municipal de Libertador de Caracas por el partido de gobierno. Fue asesinado en 2014 en Caracas, cuando le robaron su vehículo.

## Carrera
Otaiza estudió artes y ciencias militares en la Academia Militar de Venezuela y una maestría en ciencias políticas en la Universidad Simón Bolívar. Teniendo el rango de teniente trabajó como stripper.
Participó en el intento de golpe de Estado del 27 de noviembre de 1992 contra el gobierno de Carlos Andrés Pérez, donde recibe un disparo en el estómago y en la pierna. Eliécer fue trasladado al hospital militar y fue encarcelado por su participación hasta su liberación en 1994.
Empezó a militar en el Movimiento Quinta República (MVR), donde llegó a ocupar la dirección de disciplina del partido, y en 1999 es electo a la Asamblea Nacional Constituyente, donde propone el cambio del nombre oficial del país de "República de Venezuela" a "República Bolivariana de Venezuela", además de participar en la redacción del capítulo de Seguridad y Defensa de la nueva constitución. También fue designado como miembro de la Comisión Legislativa Nacional, popularmente conocido como el "Congresillo", donde fue uno de los redactores principales de la Ley de Servicios de Inteligencia. En enero del 2000 fue nombrado director de la Dirección de los Servicios de Inteligencia y Prevención (DISIP). En 2001, durante el caso Vladimiro Montesinos, fue acusado de ocultar el paradero de Vladimiro Montesinos, asesor político del dictador peruano Alberto Fujimori. Otaiza rechazó las acusaciones en varias oportunidades. Durante el Golpe de Estado en Venezuela de 2002 contra Hugo Chávez, Eliécer estuvo en las inmediaciones del Palacio Blanco el 13 de abril durante la retoma del Palacio Presidencial de Miraflores junto a Juan Barreto Cipriani. Posteriormente también se desempeñará como director del Instituto Nacional de Capacitación y Educación Socialista (INCES) y del Instituto Nacional de Tierras. En 2004 fue candidato a la gobernación del estado Carabobo.
El 23 de junio de 2005 sufrió un accidente de tránsito mientras manejaba una motocicleta en la avenida principal de Las Mercedes, Caracas, en el que sufrió una contusión severa y murió María Gabriela Tablante, quien iba en la parte trasera de la moto. Otaiza fue ingresado en terapia intensiva con un traumatismo craneoencefálico cerrado y se le pretendió imputar el cargo de presunto homicidio negligente, pero no se recabó la evidencia y la causa fue sobreseída.
Entre 2006 y 2008 fue director general del Sistema Nacional de Contrataciones Públicas, en 2011 coordinador general del Terminal de Pasajeros de La Bandera (Caracas), y en 2012 presidente del Instituto Municipal de Deporte y Recreación de la Alcaldía Libertador (Imdere). En las elecciones municipales de 2013 fue electo como concejal del municipio Libertador de Caracas por el Partido Socialista Unido de Venezuela, donde obtuvo la presidencia de la Cámara Municipal.En diciembre del mismo año fue ascendido por el presidente Nicolás Maduro del rango de capitán al de mayor. Otaiza ganó la fama de ser radical y muy agresivo, amenazaba con facilidad para intimidar a quienes se resistían a cumplir sus órdenes. Mantuvo estrechos vínculos con los colectivos.

## Asesinato
Otaiza fue asesinado el 28 de abril de 2014, cuando le dispararon cuatro veces en Turgua, en el municipio El Hatillo de Caracas, y le robaron su camioneta. El Ministerio Público designó al fiscal 19 con competencia nacional para investigar el caso.Al día siguiente, el ministro de Interior y Justicia, Miguel Rodríguez Torres, declaró que uno de los sospechosos en su asesinato había sido capturado.Tras su muerte se anunció un velorio en capilla ardiente en la Asamblea Nacional por tres días, y el alcalde del municipio Libertador, Jorge Rodríguez Gómez, anunció cinco días de duelo en Caracas.Los concejales de la coalición opositora de la Mesa de la Unidad Democrática (MUD) también lamentaron el asesinato.
El gobierno de Nicolás Maduro trató de vincular a la oposición con el asesinato de Otaiza, sin mostrar pruebas, cuando fue asesinado por integrantes de la banda criminal Los Menores. En 2021 los cinco responsables del asesinato de Otaiza fueron condenados a 20 años y 2 meses de prisión.

## Vida personal
Eliécer fue amigo del filósofo Luis Castro Leiva, asistiendo a su clase de investigación.Se casó con Gabriela González.